# 세상체험 온몸을 던져라
《세상체험 온몸을 던져라》는 SBS에서 하는 시사 교양 텔레비전 프로그램이다. 기획 의도는 세상체험을 하는 프로그램이다.

## 진행자
- 최선규
- 성현아